# St. Thomas (Ontario)
St. Thomas ist eine Stadt im Südwesten von Ontario in Kanada. Die Stadt ist Verwaltungszentrum von Elgin County, gehört aber selber nicht zum County. Als single-tier municipality (einstufige Gemeinde) und separated municipality (abgetrennte Gemeinde) ist sie unabhängig von diesem.

## Geschichte
Die ersten europäischen Siedler kamen 1810 auf das heutige Stadtgebiet. Einer der namentlich bekannten Siedler war Daniel Rapelje (1774–1828), ein Veteran des Britisch-Amerikanischen Krieges, der auf dem ihm hier zugesprochenen Land 1814 unter anderem eine Mühle errichtete, die eine der Keimzellen der heutigen Stadt war. Ein weiterer wichtiger Bau, die Alte Kirche, entstand ebenfalls auf Land, das Rapelje zur Verfügung stellte. Die sich entwickelnde Siedlung wurde nach Thomas Talbot benannt, der im frühen 19. Jahrhundert die Entwicklung Ontarios förderte. Seit 1844 ist die Siedlung der Hauptort von Elgin County, sie wurde 1852 zu einem eigenständigen Dorf (village), 1861 zu einer Kleinstadt (town) und 1881 zu einer vollständigen Stadt (city).
1824 entstand in St. Thomas die erste Ausbildungsstätte für Mediziner der Provinz Ontario.
Im späten 19. Jahrhundert entwickelte sich die nahezu auf halber Strecke zwischen Detroit und Buffalo oder Toronto liegende Stadt zu einem bedeutenden Kreuzungspunkt von Bahnlinien. Im Jahre 1914 gab es insgesamt 8 Bahngesellschaften, die hier tätig waren und mehr als 100 Zugbewegungen pro Tag erfolgten durch die Stadt. Aus der Zeit stammt die heute noch bekannte Bezeichnung „Eisenbahnhauptstadt Kanadas“ (railway capital of canada).
Als während des Zweiten Weltkrieges die Internierung von Japanern und japanischstämmigen Kanadiern erfolgte, war die Gemeinde einer der Orte die dafür ausgewählt wurden.
In den 1950er- und 1960er-Jahren wurde die Eisenbahn als wichtigster Industriezweig von Automobilherstellern und Zulieferbetrieben abgelöst. Firmen wie Magna, Ford und Sterling dominierten die Wirtschaft der Stadt für die nächsten 50 Jahre. Durch die Wirtschaftskrise ab 2007 schlossen zwischen 2008 und 2011 mehrere große Industriebetriebe und St. Thomas hatte in der Folge unter starker Arbeitslosigkeit zu leiden. Die Struktur der Arbeitgeber diversifiziert sich seit dieser Zeit langsam. In St. Thomas sind weiterhin klassische Industriebetriebe wie der Autozulieferer Takumi Stamping Canada ansässig, aber auch Großhändler wie Masco Canada haben sich angesiedelt. Der Ort versucht verstärkt, die verbliebenen Reste der Eisenbahn-Infrastruktur touristisch zu vermarkten.

### Jumbo

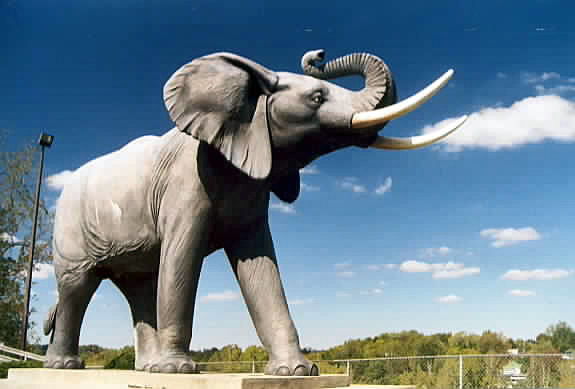
Lebensgroße Statue des Elefanten Jumbo

Am 15. September 1885 starb der damals bekannte Zirkuselefant Jumbo auf dem Bahnhof der Stadt, nachdem er von einem Güterzug gerammt worden war. An seinem 100. Todestag wurde zur Erinnerung eine lebensgroße Statue errichtet.

## Klima
Die Stadt liegt in der feucht gemäßigten und kontinentalen Klimazone. Es herrschen heiße feuchte Sommer und kalte Winter vor. Insbesondere im Herbst und Winter werden die Temperaturen durch die Wasserfläche der Großen Seen etwas gemildert. Die jährliche Niederschlagsmenge ist relativ gleichmäßig über das Jahr verteilt.

## Bevölkerung
Nach der Bevölkerungszählung von 2016 hatte der Ort 38.909 Einwohner, gegenüber 37.905 Einwohnern im Jahre 2011. Die überwiegende Mehrheit der Bevölkerung besteht aus Personen mit Englisch als Muttersprache und nordeuropäischer Herkunft. Ein Großteil der Einwohner zählt sich zu den christlichen Kirchen. In weiteren Kenngrößen wie Altersstruktur, Arbeitslosenquote und Pro-Kopf-Einkommen entspricht die Bevölkerung in etwa dem Durchschnitt der Provinz Ontario.

## Staatliche Einrichtungen
Bürgermeister der Stadt ist Joe Preston, der Stadtrat besteht neben dem Bürgermeister noch aus acht weiteren Mitgliedern. Bürgermeister und Stadträte werden jeweils direkt von den Wahlberechtigten der ganzen Stadt gewählt. Die Verwaltung der Stadt besteht aus 11 Fachbereichen.
In St. Thomas befindet sich seit 1997 das Hauptquartier eines Regimentes der Pioniere der kanadischen Armee.

## Bildung
Schulen aller Stufen, von Vorschule über Grundschulen bis zu weiterführenden Schulen, sind in unterschiedlicher Trägerschaft vorhanden. Im Ort gibt es mit einer Außenstelle des Fanshawe College auch eine berufsbildende Hochschule.

## Infrastruktur

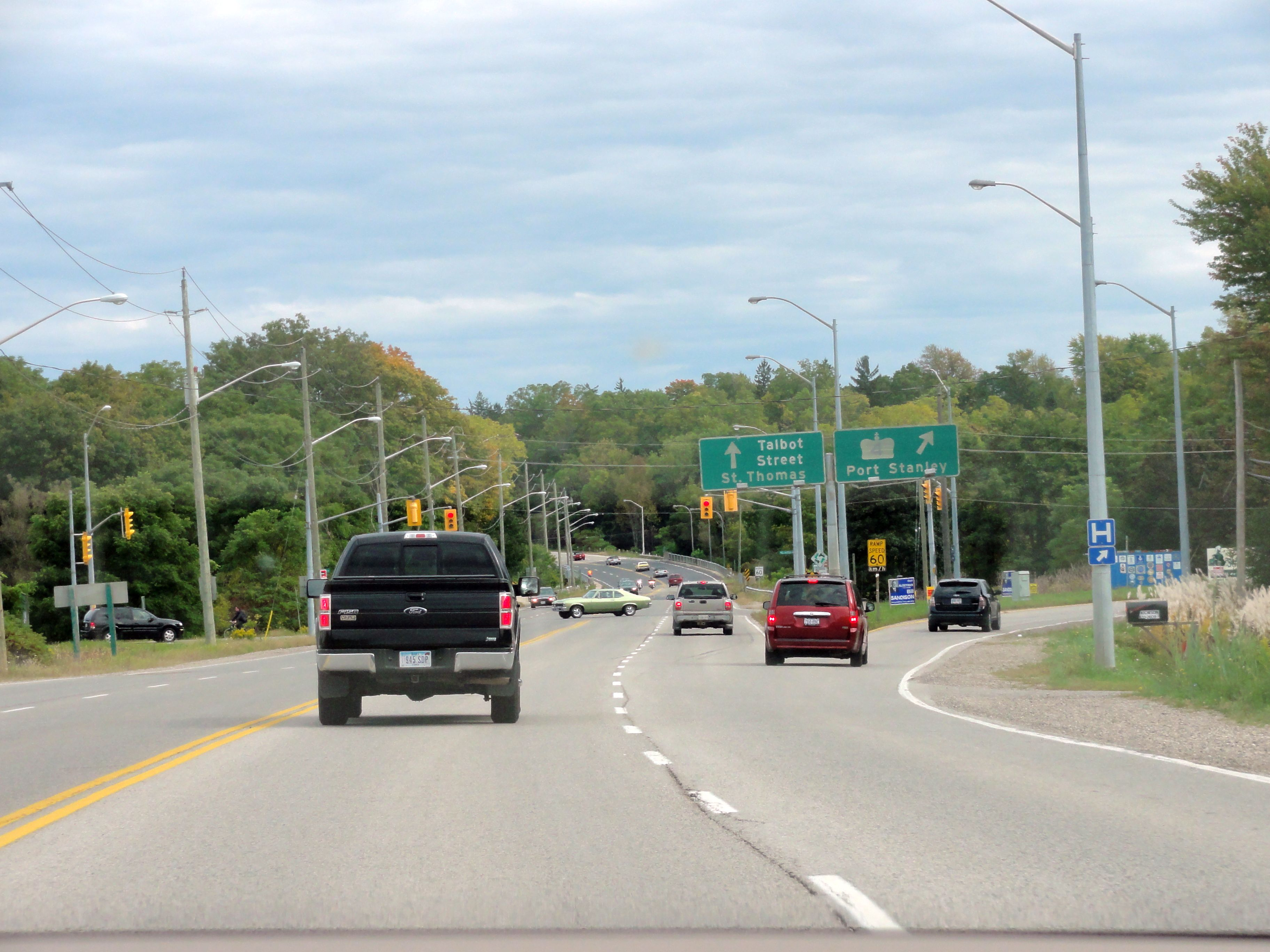
Highway 4, Anschlussstelle Talbot Street

Die nächsten Nachbarstädte sind London direkt im Norden, Brantford im Nordosten und Chatham im Südwesten.
Durch das Stadtgebiet verlaufen die Fernstraßen Ontario Highway 3 und Highway 4, über die es einen direkten Zugang zum zwischen St. Thomas und London verlaufenden Freeway 401 / 402 gibt.
Öffentlicher Nahverkehr wird über ein Netz von Buslinien auf dem Stadtgebiet zur Verfügung gestellt. Eine Anbindung an das Bahnnetz existiert nur noch für vereinzelte Gütertransporte. Die Stadt verfügt über einen kleinen Flughafen an der östlichen Stadtgrenze, von dem aus jedoch keine regelmäßigen Flüge durchgeführt werden.

## Kultur- und Freizeiteinrichtungen

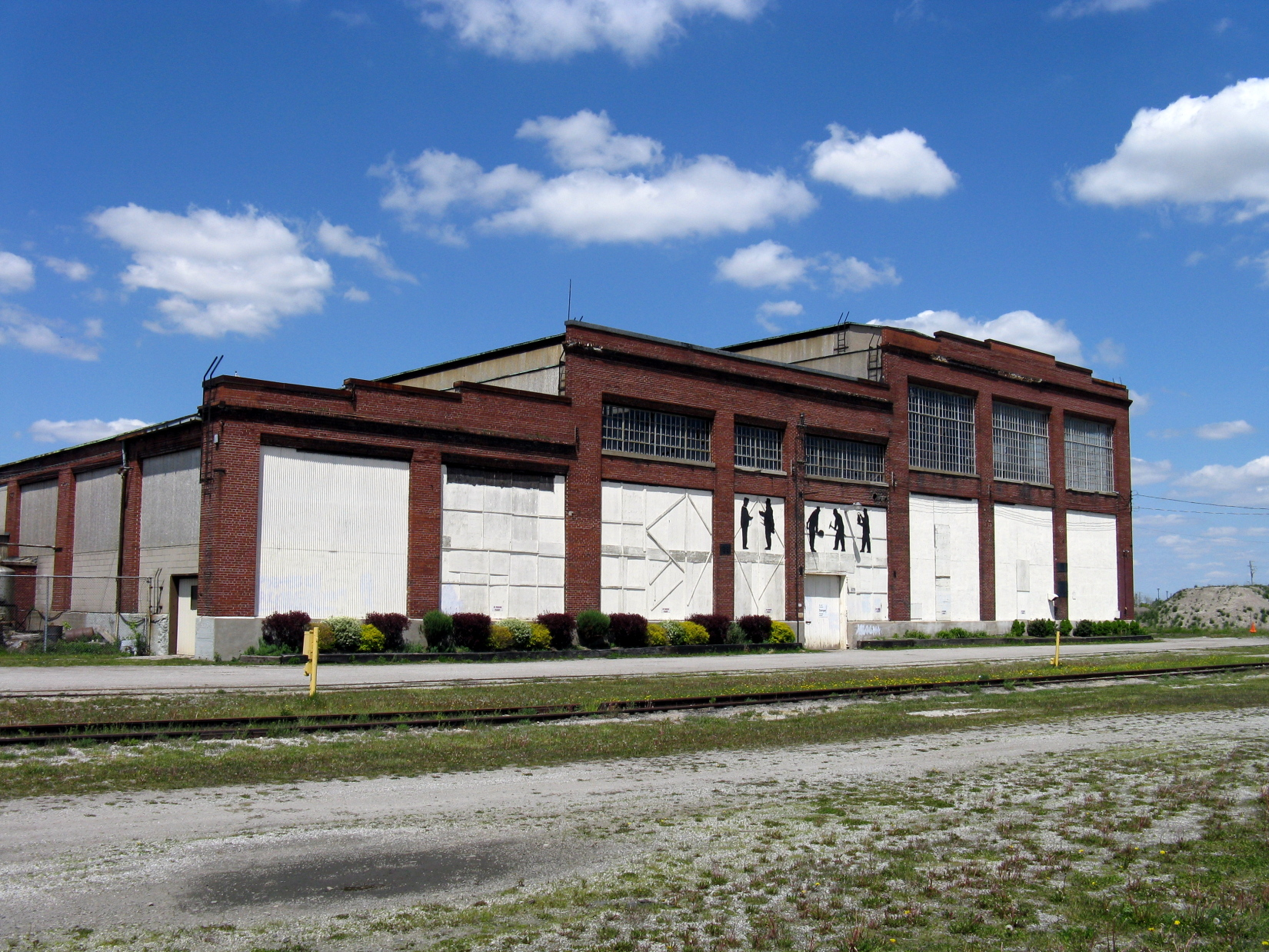
Das Elgin County Railway Museum

Die beiden größten städtischen Parks sind Pinafore Park im Süden und Waterworks Park im Norden. Beide Parks sind ca. 40 ha groß und bieten eine Vielzahl von Möglichkeiten der Freizeitgestaltung.
In St. Thomas gibt es eine der Größe der Stadt angemessene Anzahl von Sportmöglichkeiten und -vereinen.
Der Schwerpunkt der Museen in der Stadt liegt auf der lokalen Geschichte und der Verbindung zur Eisenbahn. Die größten Museen sind die alte Bahnstation der Canada Southern Railway mit der North America Railway Hall of Fame, das Elgin County Railway Museum und das Elgin Military Museum.

## Historische Gebäude

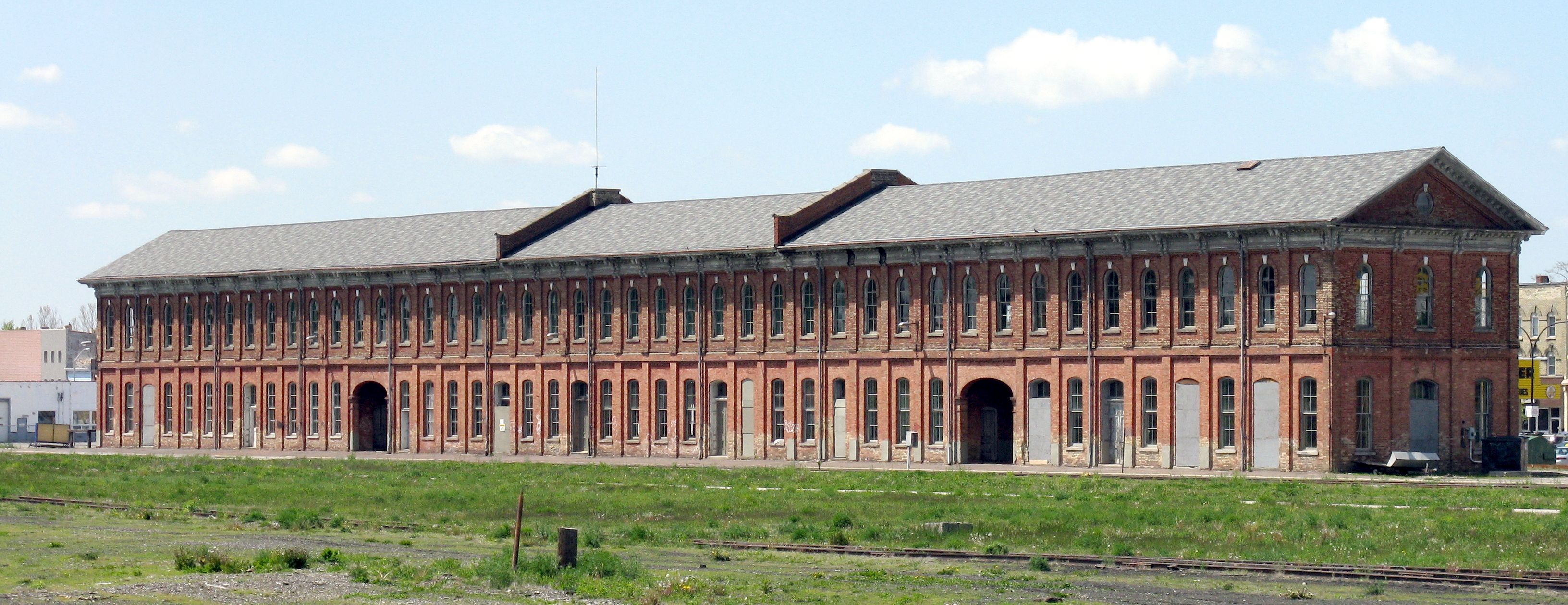
Ehemalige Bahnstation, erbaut zwischen 1871 und 1873.

Im Ort stehen noch vereinzelt Gebäude von historischem Wert. Zu den bekannten gehören das Hauptgebäude des alten Bahnhofs, das Rathaus, ein ehemaliges Arsenal und die erste Kirche des Ortes.

## Söhne und Töchter der Stadt
- Cory Emmerton (* 1988), Eishockeyspieler
- Dell Henderson (1877–1956), Schauspieler
- Mitchell Hepburn (1896–1953), Politiker
- Dave Hudson (* 1949), Eishockeyspieler
- D. J. Kennington (* 1977), Rennfahrer
- Rachel McAdams (* 1978), Schauspielerin
- Greg McKegg (* 1992), Eishockeyspieler
- Philip Francis Pocock (1906–1984), katholischer Geistlicher
- Angela Schneider (* 1959), Ruderin
- Helen Shaver (* 1951), Schauspielerin und Regisseurin
- Joe Thornton (* 1979), Eishockeyspieler